# 圣安德烈德纳雅克
圣安德烈德纳雅克（法語：Saint-André-de-Najac，法語發音：[sɛ̃.t‿ɑ̃dʁe də naʒak]，意为“纳雅克的圣安德烈”）是法国阿韦龙省的一个市镇，属于鲁埃格自由城区。

## 地理
圣安德烈德纳雅克（44°11'24"N, 2°2'25"E）面积25.1 平方千米，位于法国奧克西塔尼大區阿韦龙省，该省份为法国南部内陆省份，位于法國中央高原南部，北起顺时针与康塔爾省、洛泽尔省、加尔省、埃罗省、塔恩省、塔恩-加龙省和洛特省接壤。
与圣安德烈德纳雅克接壤的市镇（或旧市镇、城区）包括：博尔和巴尔、拉富亚德、纳雅克、蒙蒂拉、圣克里斯托夫、圣马丹拉盖皮、拉盖皮。

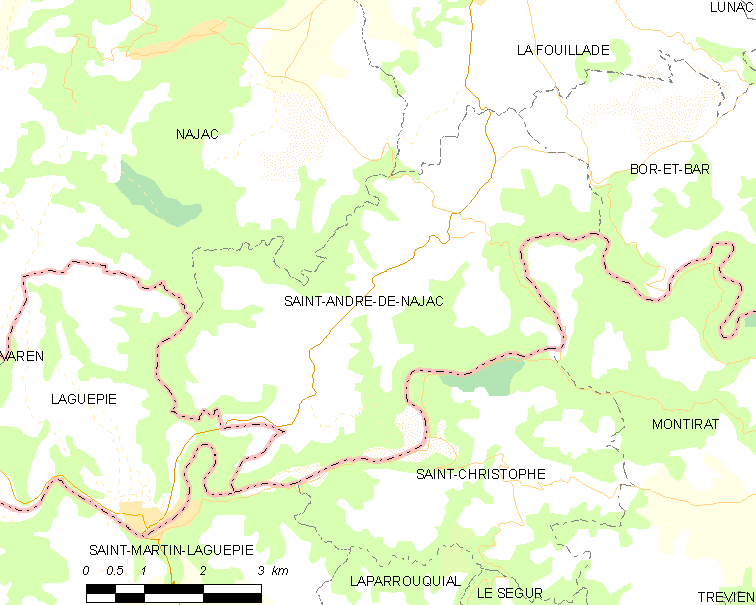
圣安德烈德纳雅克的OSM定位图

圣安德烈德纳雅克的时区为UTC+01:00、UTC+02:00（夏令时）。

## 行政
圣安德烈德纳雅克的邮政编码为12270，INSEE市镇编码为12210。

## 政治
圣安德烈德纳雅克所属的省级选区为阿韦龙-塔恩县。

## 人口

1962-2008年间圣安德烈德纳雅克人口变化图示

圣安德烈德纳雅克于2022年1月1日时的人口数量为455人。